# 가산초등학교 (경남)
가산초등학교는 대한민국 경상남도 합천군 가야면 사촌리에 있었던 공립 초등학교이다. 2019년 폐교되어 합천가야초등학교로 통폐합되었다.

## 학교 연혁
- 1928년 6월 17일 가산공립보통학교(4년제) 개교(설립인가 5월 28일)
- 1938년 4월 1일 가산제1공립심상소학교(6년제 3학급)로 개칭[1]
- 1941년 4월 1일 가산제1공립국민학교로 개칭[2]
- 1947년 4월 15일 가산국민학교 개칭
- 1980년 4월 7일 병설유치원 설립
- 1996년 3월 1일 가산초등학교 명칭 개정[3]
- 2003년 12월 12일 매봉관(도서관) 개관
- 2006년 7월 18일 체육영재 유도부(교기) 창단
- 2015년 3월 1일 제27대 정홍산 교장 취임
- 2016년 2월 16일 제84회 졸업식(총 졸업생 6,017명)
- 2019년 3월 1일 가산초등학교, 숭산초등학교, 해인초등학교 3개교가 폐교 뒤 신설되는 합천가야초등학교로 통합